# La Liga 2004/2005
La Liga 2004/2005 var den 74:e upplagan av Spaniens högsta liga i fotboll för herrar. FC Barcelona blev ligasegerare för 17:e gången. Säsongen började den 28 augusti 2004 och avslutades 29 maj 2005.

## Upp- och nedflyttningar
Lag som flyttats upp från Segunda División säsongen 2003/2004
- Levante UD
- Getafe CF
- CD Numancia

Lag som flyttats ner till Segunda División säsongen 2004/2005
- Real Valladolid
- Celta de Vigo
- Real Murcia

## Tabell
| Nr | Lag                 | S  | V  | O  | F  | GM | IM | MS  | P  |
| -- | ------------------- | -- | -- | -- | -- | -- | -- | --- | -- |
| 1  | Barcelona           | 38 | 25 | 9  | 4  | 73 | 29 | +44 | 84 |
| 2  | Real Madrid         | 38 | 25 | 5  | 8  | 71 | 32 | +39 | 80 |
| 3  | Villarreal          | 38 | 18 | 11 | 9  | 69 | 37 | +32 | 65 |
| 4  | Real Betis          | 38 | 16 | 14 | 8  | 62 | 50 | +12 | 62 |
| 5  | Espanyol            | 38 | 17 | 10 | 11 | 54 | 46 | +8  | 61 |
| 6  | Sevilla             | 38 | 17 | 9  | 12 | 44 | 41 | +3  | 60 |
| 7  | Valencia (RL)       | 38 | 14 | 16 | 8  | 54 | 39 | +15 | 58 |
| 8  | Deportivo La Coruña | 38 | 12 | 15 | 11 | 46 | 50 | −4  | 51 |
| 9  | Athletic Bilbao     | 38 | 14 | 9  | 15 | 59 | 54 | +5  | 51 |
| 10 | Málaga              | 38 | 15 | 6  | 17 | 40 | 48 | −8  | 51 |
| 11 | Atlético Madrid     | 38 | 13 | 11 | 14 | 40 | 34 | +6  | 50 |
| 12 | Real Zaragoza       | 38 | 14 | 8  | 16 | 52 | 57 | −5  | 50 |
| 13 | Getafe              | 38 | 12 | 11 | 15 | 38 | 46 | −8  | 47 |
| 14 | Real Sociedad       | 38 | 13 | 8  | 17 | 47 | 56 | −9  | 47 |
| 15 | Osasuna             | 38 | 12 | 10 | 16 | 46 | 65 | −19 | 46 |
| 16 | Racing Santander    | 38 | 12 | 8  | 18 | 41 | 58 | −17 | 44 |
| 17 | Mallorca            | 38 | 10 | 9  | 19 | 42 | 63 | −21 | 39 |
| 18 | Levante             | 38 | 9  | 10 | 19 | 39 | 58 | −19 | 37 |
| 19 | Numancia            | 38 | 6  | 11 | 21 | 30 | 61 | −31 | 29 |
| 20 | Albacete Balompié   | 38 | 6  | 10 | 22 | 33 | 56 | −23 | 28 |

## Utmärkelser

### Pichichitrofén
Pichichitrofén delas ut till den spelare som gjort flest mål under säsongen.
| Ranking | Spelare             | Lag             | Mål | Straffsparkar |
| ------- | ------------------- | --------------- | --- | ------------- |
| 1       | Diego Forlán        | Villarreal CF   | 25  | 1             |
| 2       | Samuel Eto'o        | FC Barcelona    | 24  | 4             |
| 3       | Ricardo Oliveira    | Betis           | 22  | 1             |
| 4       | Ronaldo             | Real Madrid     | 21  | 1             |
| 5       | Júlio Baptista      | Sevilla FC      | 18  | 2             |
| 6       | Fernando Torres     | Atlético Madrid | 16  | 4             |
| 7       | David Villa         | Zaragoza        | 15  | 3             |
| -       | Maxi Rodriguez      | RCD Espanyol    | 15  | 1             |
| -       | Juan Román Riquelme | Villarreal CF   | 15  | 8             |
| 10      | Michael Owen        | Real Madrid     | 13  | 0             |

### Zamoratrofén
Zamoratrofén delas ut till den målvakt som släppt in minst mål per match.
| Mälvakt            | iNsläppta mål | Matcher | Genomsnitt | Lag             |
| ------------------ | ------------- | ------- | ---------- | --------------- |
| Víctor Valdés      | 25            | 35      | 0.71       | FC Barcelona    |
| Iker Casillas      | 30            | 37      | 0.81       | Real Madrid     |
| Leo Franco         | 32            | 37      | 0.86       | Atlético Madrid |
| José Manuel Reina  | 37            | 38      | 0.97       | Villarreal CF   |
| Santiago Cañizares | 29            | 29      | 1          | Valencia CF     |
| Esteban            | 33            | 28      | 1.18       | Sevilla FC      |
| Carlos Kameni      | 45            | 38      | 1.18       | RCD Espanyol    |
| Toni Doblas        | 35            | 29      | 1.21       | Betis           |
| Daniel Aranzubia   | 52            | 37      | 1.41       | Athletic Bilbao |
| Luis García        | 52            | 37      | 1.41       | Zaragoza        |

### Fair Play-utmärkelsen
Fair Play-utmärkelsen delades inte ut under denna säsong.

### Pedro Zaballa-utmärkelsen
David Silva (Eibar)

## Anmärkningslista
1. ↑  Kvalificerade sig för Uefacupen 2005/2006 som finalist i Spanska cupen.